# Ibalichim
Ibalichim (ou Ibal-Ichim) est une localité du Cameroun située dans l'arrondissement d'Oku (Elak-Oku), le département du Bui et la Région du Nord-Ouest.

## Population
En 1969, la localité comptait 1 187 habitants, principalement des Nso.
Lors du recensement de 2005, on y a dénombré 791 personnes.